# Ceremonial Oath
Cerimonial Oath foi uma banda sueca de Metal extremo formada em 1988 com o nome de "Desecrator". A banda mudou o nome para Cerimonial Oath em 1990, e acabou em 1995. Durante sua curta carreira, a banda lançou três demos. Sua influência é maior que o período de duração da banda sugere: vários membro da banda vieram a criar ou participar de bandas de metal que ganharam fama e dinheiro na cena do metal futuro, tais como In flames, uma banda influente de Death metal melódico e Hammerfall, uma banda que exerce grande influência sobre o Power metal e o Heavy metal tradicional.

O Ceremonial Oath vai se reunir para a edição inaugural do Gothenburg Sound festival, que acontecerá nos dias 05 e 06 de janeiro
de 2013 em Tradgarn, em Gotemburgo, Suécia. Além disso, uma versão remixada e remasterizada do álbum de 1993, The Book of Truth,
será re-lançado no final de 2012.

## Integrantes

### Formação 2012
- Oscar Dronjak – vocais
- Anders Iwers – Guitarra
- Jesper Strömblad – Baixo
- Markus Nordberg – Bateria

### Formação final
- Anders Fridén – Vocal (1993–1995)
- Anders Iwers – Guitarra (1988–1995)
- Mikael Andersson – Guitarra (1993–1995)
- Thomas Johansson – Baixo (1993–1995)
- Markus Nordberg – Bateria (1989–1995)

### Membros anteriores
- Oscar Dronjak – Vocal (1988–1993)
- Jesper Strömblad - Baixo (1990–1993)
- Marcus Fredriksson - Baixo (1988–1990)
- Ulf Assarsson -  Bateria (1988–1989)
- Tomas Lindberg (membro temporário) – Vocal em três músicas do álbum Carpet (1995)

## Discografia
Como Desecrator
- Wake The Dead (Demo, 1989)
- Black Sermons (Demo, 1990)

Como Ceremonial Oath
- Promo 1991 (Demo, 1991)
- Lost Name of God (EP, Corpse Grinder Records, 1992)
- The Book of Truth (CD, Modern Primitive Records, 1993)
- Carpet (CD, Black Sun Records, 1995)